# Diocesi di Amiterno

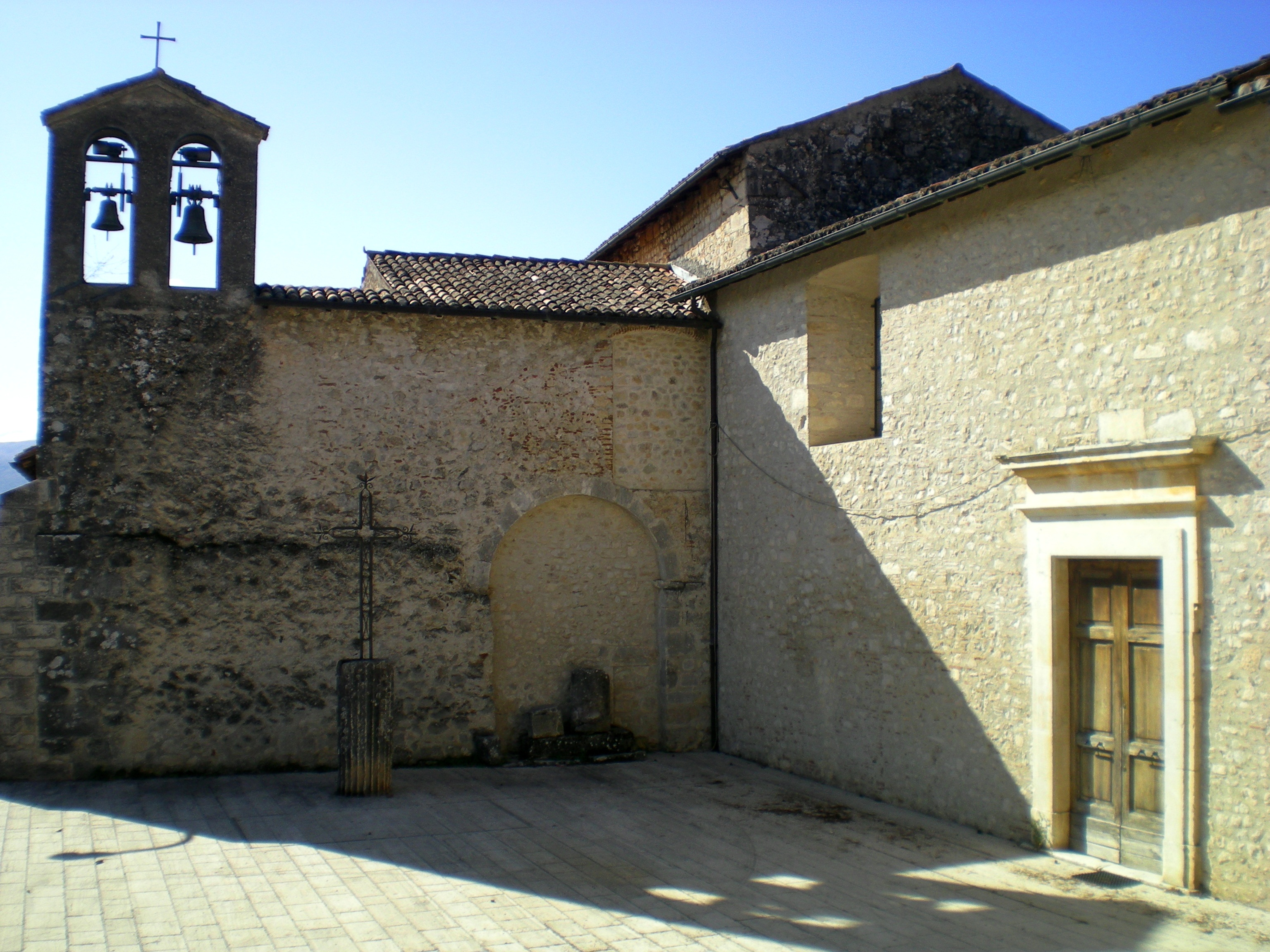
L'antica ecclesia sancti Victorini di Amiterno, oggi chiesa di San Michele Arcangelo nella frazione di San Vittorino del comune dell'Aquila.

La diocesi di Amiterno, o Amiternum, (in latino Dioecesis Amiternina) è una sede soppressa e sede titolare della Chiesa cattolica.

## Storia

### Diocesi di Amiternum
La diocesi di Amiternum, nei pressi dell'odierna frazione di San Vittorino nel comune dell'Aquila, nacque attorno alla tomba e al culto del martire san Vittorino, morto durante le persecuzioni all'epoca dell'imperatore Nerva, e ritenuto protovescovo della diocesi nel I secolo.
Probabilmente la diffusione del cristianesimo nel territorio della città di Amiternum si deve far risalire alla seconda metà del IV secolo, quando le reliquie del martire vennero deposte nella catacomba di origine pagana, e che oggi porta il nome di San Vittorino. Recenti scavi hanno portato alla luce i resti dell'antica cattedrale di Santa Maria, ancora oggetto di studi archeologici.
Il primo vescovo di Amiternum storicamente documento è Quodvultdeus, probabilmente di origini africane, noto per un'iscrizione, databile al V secolo, proveniente dall'abitato di San Vittorino, in base alla quale Quodvultdeus aveva a sue spese predisposto un altare in una cripta delle catacombe di San Vittorino nei pressi della tomba del martire.
Seguì il vescovo Valentino, documentato in diverse occasioni tra la fine del V e gli inizi del VI secolo. Prese parte ai tre concili celebrati nei primi anni di pontificato di papa Simmaco, tra marzo 499 e novembre 502. Inoltre, un vescovo Valentino, indicato senza la sede di appartenenza, appare anche nel concilio celebrato da papa Gelasio I nel 495 e in una lettera del medesimo pontefice scritta tra il 492 e il 496; potrebbe trattarsi dello stesso vescovo amiternino.
I Dialoghi di papa Gregorio Magno rivelano l'esistenza di un altro vescovo di Amiternum, Castorio, vissuto probabilmente nel 510/511. Papa Gregorio racconta che il senatore Basilio, accusato di magia, fuggì da Roma e, vestito da monaco, si presentò al vescovo Castorio per chiedere il suo aiuto, domandandogli di essere inviato in un monastero per una cura spirituale.
Verso la metà del VI secolo visse il vescovo Marcellino, destinatario di una lettera di papa Pelagio I a marzo/aprile 559, che lo incaricò di esaminare, assieme a Catello di Rieti, il caso della monaca Tucza, fuggita dal suo monastero, che avrebbe fatto causa a un tale Massimino, suo presunto marito, per riavere una parte della dote del suo fidanzamento.
Contemporaneo di san Gregorio Magno (590-604) è l'ultimo vescovo conosciuto di Amiternum, san Cetteo che, secondo la sua Passio, sarebbe stato messo a morte dai Longobardi. Il racconto leggendario potrebbe nascondere il ricordo di un autentico vescovo amiternino, che si trovò a pagare con la vita i combattimenti che videro opporsi in quel periodo Longobardi e Bizantini. Alcuni studi, tuttavia, ritengono che Cetteo non sia stato vescovo di Amiternum, ma di Aternum, l'odierna Pescara.
Nicola Coletti, continuatore e curatore della seconda edizione dell'Italia sacra di Ferdinando Ughelli, aggiunge altri due vescovi della diocesi, che tuttavia devono essere eliminati dalla cronotassi. Al concilio romano del 761 avrebbe preso parte il vescovo Leonzio; tuttavia l'edizione critica degli atti del concilio riporta la lezione Leontulus episcopus Aletrinae, che Cesare Baronio, nei suoi Annales Ecclesiastici, aveva corretto in Leontius Amiterninae; questo vescovo apparteneva alla diocesi di Alatri e non di Amiternum. Al concilio del 1059 partecipò il vescovo Ludovico, assegnato anch'esso erroneamente ad Amiternum; infatti, l'unico Ludovico presente era vescovo di Nocera, in Umbria.
Incerta è la sorte della diocesi dopo il VII secolo, che sembra scomparire ai tempi dei Longobardi. Probabilmente già nel X secolo il territorio dell'antica sede episcopale faceva parte della diocesi di Rieti; di certo nel XII secolo la chiesa di San Vittorino di Amiterno era retta da un arciprete dipendente dai vescovi reatini; con la fondazione della diocesi dell'Aquila, tra il 1256 e il 1257, la chiesa di San Vittorino e il suo territorio entrarono a far parte della nuova diocesi.

### Sede titolare di Amiterno
Dal 1966 Amiterno è annoverata tra le sedi vescovili titolari della Chiesa cattolica; dal 22 febbraio 2008 l'arcivescovo, titolo personale, titolare è Luciano Suriani, nunzio apostolico in Bulgaria e Macedonia del Nord.

## Cronotassi

### Vescovi residenti
- San Vittorino † (I secolo)
- Quodvultdeus † (V secolo)
- Valentino † (prima del 492/496 - dopo il 502)
- Castorio † (menzionato nel 510/511)
- Marcellino † (menzionato nel 559)
- San Cetteo † (VI-VII secolo)

### Vescovi titolari
- Stanislao Amilcare Battistelli, C.P. † (16 febbraio 1967 - 6 gennaio 1976 dimesso)
- Agostino Cacciavillan † (17 gennaio 1976 - 21 febbraio 2001 nominato cardinale diacono dei Santi Angeli Custodi a Città Giardino)
- Timothy Paul Andrew Broglio (27 febbraio 2001 - 19 novembre 2007 nominato ordinario militare negli Stati Uniti d'America)
- Luciano Suriani, dal 22 febbraio 2008